# Antonie di Giorgi
Antonie di Giorgi (2. června 1836 Praha – 23. listopadu 1913 tamtéž) byla pražská německá spisovatelka. Pod vlastním jménem i pod pseudonymem Julius Kehlheim publikovala povídky a fejetony, zejména v deníku Bohemia.

## Život
Narodila se 2. června 1836 v Praze jako Antonia Kattuy. (Rok jejího narození se v historických zdrojích různí; například jedna z policejních přihlášek k pobytu a nekrolog v deníku Bohemia uvádějí 1837 a slovník německých spisovatelů z počátku 20. století dokonce 1842; vzhledem k údajům v matrice narozených se však jedná o zjevné omyly.) Pocházela z multietnického prostředí: její otec, c. k. rada Josef Kattuy, byl Čech, matka Polka, jeden z dědečků Francouz a babička Němka ze Švábska. Mladá Antonie se díky tomu naučila několik jazyků současně.
2. června 1863 se provdala za (bývalého?) kapitána a zemského oficiála Eduarda de Giorgi, ten však již po necelých šesti letech zemřel. Nový smysl života pak našla v literární činnosti. Stala se spolupracovnicí deníku Bohemia, který uveřejnil většinu jejích novelistických prací. Publikovala tam zejména pod pseudonymem Julius Kehlheim. V posledních letech života rovněž přispívala do časopisu Prager Frauenzeitung.
Jako vdova dlouhá léta zápasila s nedostatkem financí. Posledních deset let ji podporovala nadace Lämmelsches Stiftungshaus. Podle zápisu v matrice zemřela na rakovinu 23. listopadu 1913 v Praze. Některé zdroje uvádějí datum úmrtí 24. listopadu.
Nekrolog v deníku Bohemia ji charakterizoval jako vzdělanou (hochgebildete), sympatickou (liebenswürdige) a inteligentní (geistreiche) dámu, jednu z nejznámějších postav mizející staré Prahy.

## Dílo
Knižně vyšly její práce:
- Früh verwaist (1899), „Předčasně osiřelá“, vyprávění pro mládež (vydáno v Dědictví maličkých v Hradci Králové)
- Eine Heldin des Glaubens (1900), „Hrdinka víry“, v témže nakladatelství